# Веди (град)
Веди (на арменски: Վեդի) е град, разположен в област Арарат, Армения. Населението му през 2011 година е 11 384 души.

## Население
- 1990 – 10 757 души
- 2001 – 12 281 души
- 2009 – 13 447 души
- 2011 – 11 384 души